# Salcia Nouă
Salcia Nouă – wieś w Rumunii, w okręgu Vrancea, w gminie Ciorăști. W 2011 roku liczyła 424
mieszkańców.